# La nave

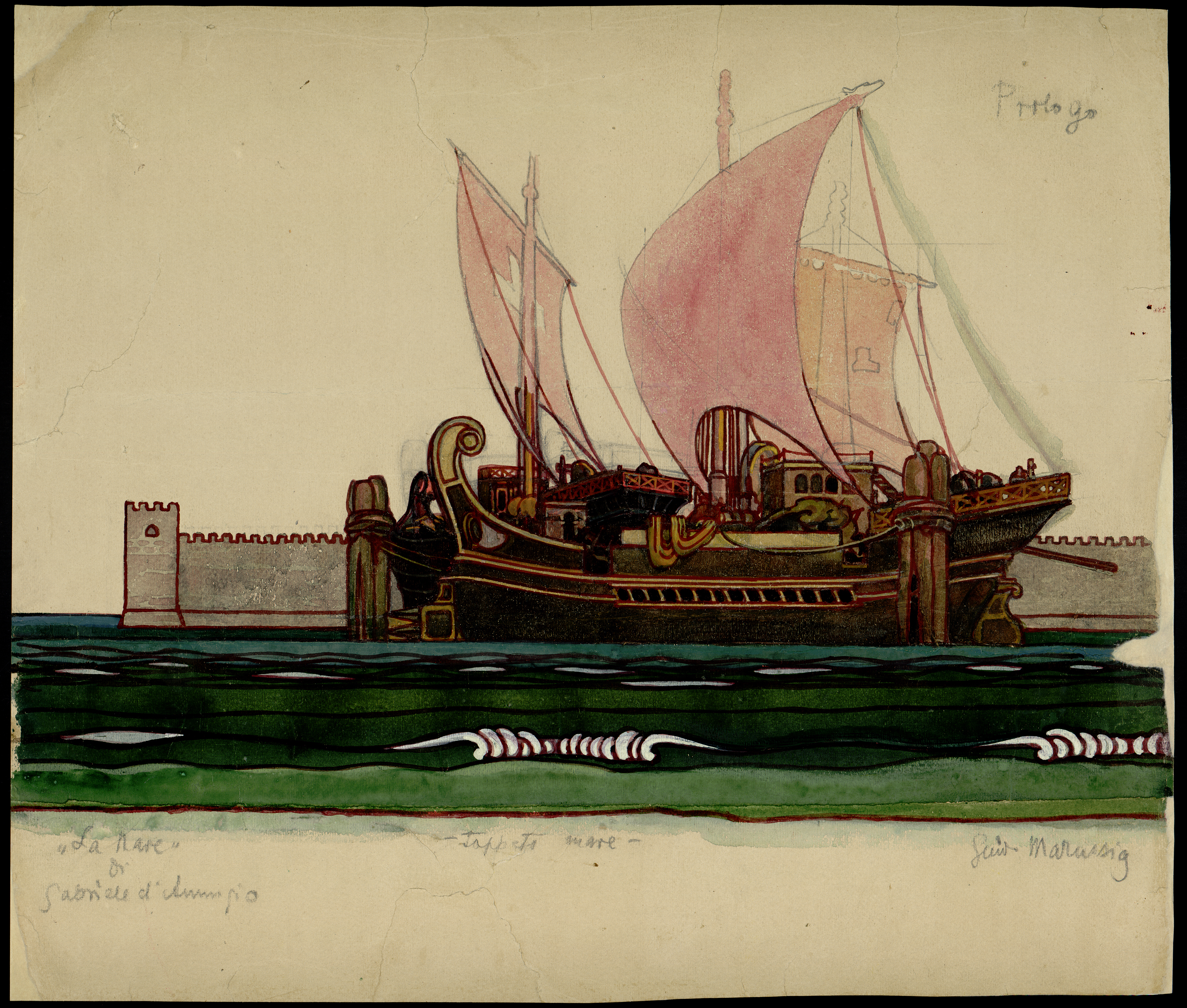
Dekor av Guido Marussig till premiären 1918.

La nave (Skeppet) är en opera i en prolog och tre "episoder" med musik av Italo Montemezzi och libretto av Tito Ricordi efter Gabriele D'Annunzios pjäs med samma namn från 1908. Den hade premiär på La Scala i Milano den 3 november 1918.

## Premiären
Operan hade premiär på La Scala i Milano den 3 november 1918 under ledning av dirigenten Tullio Serafin. La nave är ett verk med starka patriotiska och imperialistiska teman. Lyckan tycktes le åt det första framträdandet, då föreställningen avbröts efter andra episoden och det meddelades att italienska trupper hade intagit Trento och Trieste vilket signalerade ett lyckosamt slut för Italiens involvering i Första världskriget. Med tiden uppstod en myt att La nave hade varit en stor kritikersuccé 1918. Källan till detta missförstånd verkar ha varit ett uttalande av Serafin i Opera News 1953: "La nave mottogs lika bra som - kanske bättre än - [Montemezzis stora hit] L'Amore [dei tre re]. ... den togs emot med varm entusiasm av kritikerna i alla Milanos tidningar" I själva verket mindes Serafin fel och ingen av recensionerna var särskilt entusiastiska. Kritikerna prisade Montemezzis sätt att skriva för orkester och kör men kritiserade operan för att inte ha tillräckligt många melodier, för att vara alltför tysk i stilen och ha en olämplig källa som grund. Den mest positiva recensionen, vilken förekom i Corriere della Sera, beskrev operan som en "uppriktig succé" hos publiken, men noterade att publikens gensvar endast hade varit "sporadiskt entusiastisk."

## Roller
| Personer             | Röststämma | Premiärbesättning: 3 november 1918 Dirigent: Tullio Serafin |
| -------------------- | ---------- | ----------------------------------------------------------- |
| Basiliola            | sopran     | Elena Rakowska                                              |
| Orso Faledro         | bas        | Giulio Cirino                                               |
| Marco Gràtico        | tenor      | Edoardo Di Giovanni (Edward Johnson)                        |
| Sergio Gràtico       | baryton    | Francesco Cigada                                            |
| Gauro Pietro Orseolo | tenor      | 'Okänd'                                                     |
| Zosimo               | bas        | Oreste Carozzi                                              |